# Probojnica
Probojnica (bułg. Пробойница) – schronisko turystyczne w Starej Płaninie w Bułgarii. 

## Opis i położenie
Znajduje się w dolinie Probojnicy, w pobliżu wsi Gubisław, w pasmie Koznicy, części zachodniej Starej Płaniny. Składa się z czteropiętrowego budynku o pojemności 59 miejsc i 10 sezonowych domków (40 miejsc). Prawie wszystkie pokoje mają umywalki oraz węzły sanitarne i łazienki na piętrach. Budynek na bieżącą wodę i prąd, ogrzewany na piec. Dysponuje restauracją i jadalnią turystyczną. Schronisko jest na trasie europejskiego długodystansowego szlaku pieszego E3 ( Kom - Emine).

## Sąsiednie obiekty
| Punkty wyjściowe                      | Punkty wyjściowe |
| ------------------------------------- | ---------------- |
| wieś Gara Łakatnik                    | 4 godz.          |
| wieś Bow                              | 6 godz.          |
| Schroniska                            |                  |
| Bjałata woda (Biała Woda)             | 3,30 godz.       |
| Petrochan                             | 4,45 godz.       |
| Pyrszewica                            | 6 godz.          |
| Trystena                              | 6 godz.          |
| Inne                                  |                  |
| Łakatniszki skali (Łakatnickie skały) | 2,30 godz.       |

Szlaki są znakowane. Z Gary Łakatnika idzie się 15 km drogą asfaltową i szutrową.